# 「がんばろう、日本!」国民協議会

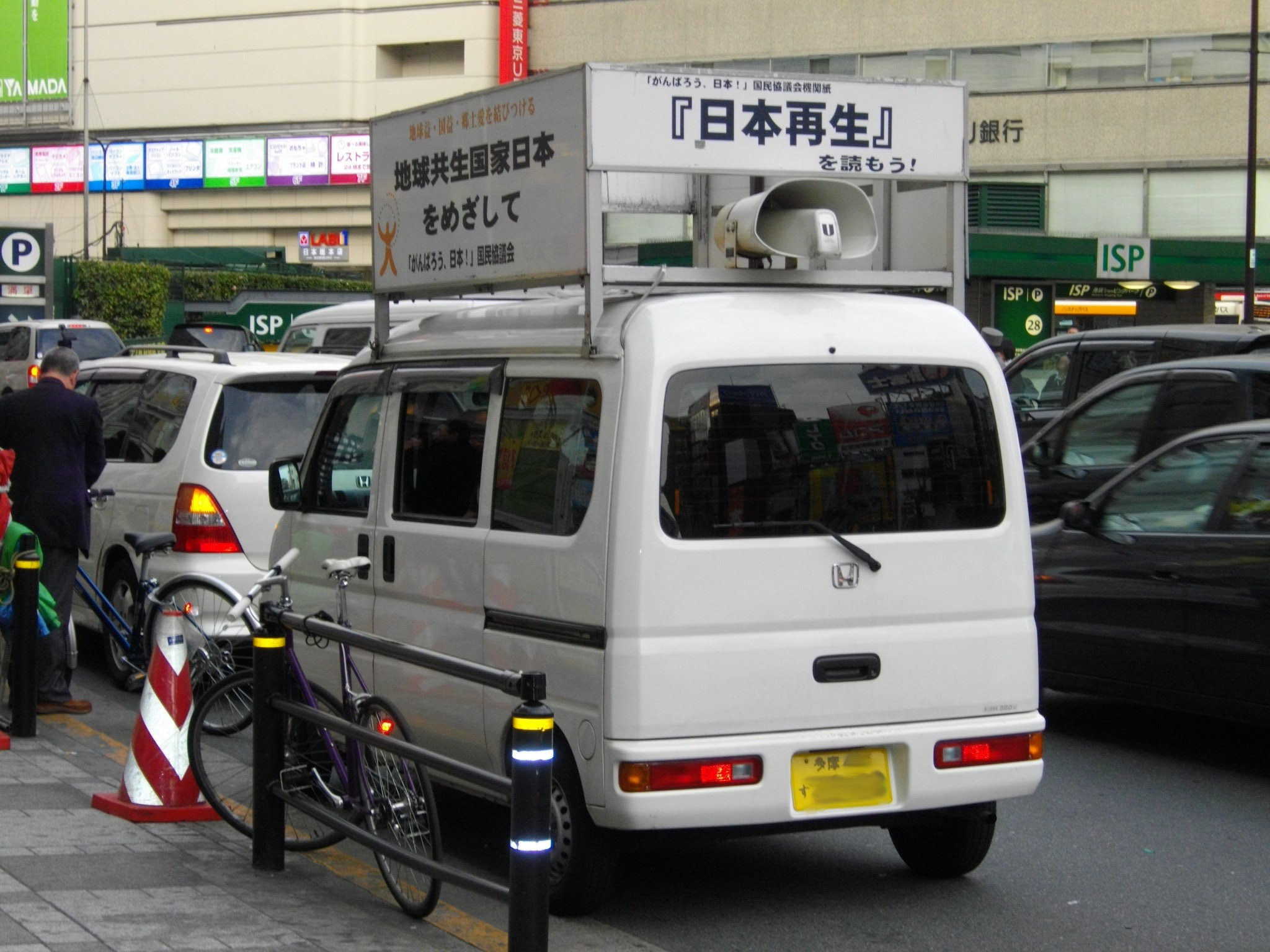
がんばろう､日本!国民協議会の街宣車

「がんばろう、日本！」国民協議会（がんばろう、にっぽん こくみんきょうぎかい）は、日本の政治団体。

## 概要
マルクス主義青年同盟の後身。現代の日本で多数を占める新中間層＝大企業労働者に軸足を置こうとしているのが特徴。主張は新保守主義的で、マル青同時代の毛沢東思想とは正反対のものである。
代表は戸田政康（1946年生）。

## 大会
- 2000年11月19日「がんばろう、日本！」国民協議会運動を提唱する11･19集会 - 日本を再生させる衿持ある国民運動を！
- 2001年9月23日 第一回大会 - 平成の草莽発起〜政権交代可能な政党政治の基盤整備をおしすすめよう
- 2002年10月27日 第二回大会 - 国民主権の力で政権交代の波を！
- 2004年5月23日 第三回大会 - 日本再生の戦略と政治意思を！
- 2006年6月18日 第四回大会 - 草莽崛起の闘争精神で、パブリックの主権者運動を
- 2008年1月6日 第五回大会 - パブリックの輿論の力で、政策選択選挙へと迫り出そう
- 2010年1月11日 第六回大会 - 政権交代　主権者運動は次のステージへ
- 2012年1月7日 第七回大会 - 自治分権・オープンな協働を促進するための新しい多数派形成を
- 2015年6月21日 第八回大会 - 住民自治の力で創る、人間の復興・地域の再生